# Restituta
Restituta je staré latinské ženské jméno, které znamená „Navrácená“. V současné době již je jeho výskyt raritní, přežívá hlavně v Itálii a jako řeholní jméno v řeholních společenstvích. V roce 2007 české úřady neevidovaly na českém území žádnou občanku ani cizinku s tímto jménem.

## Slavné Restituty

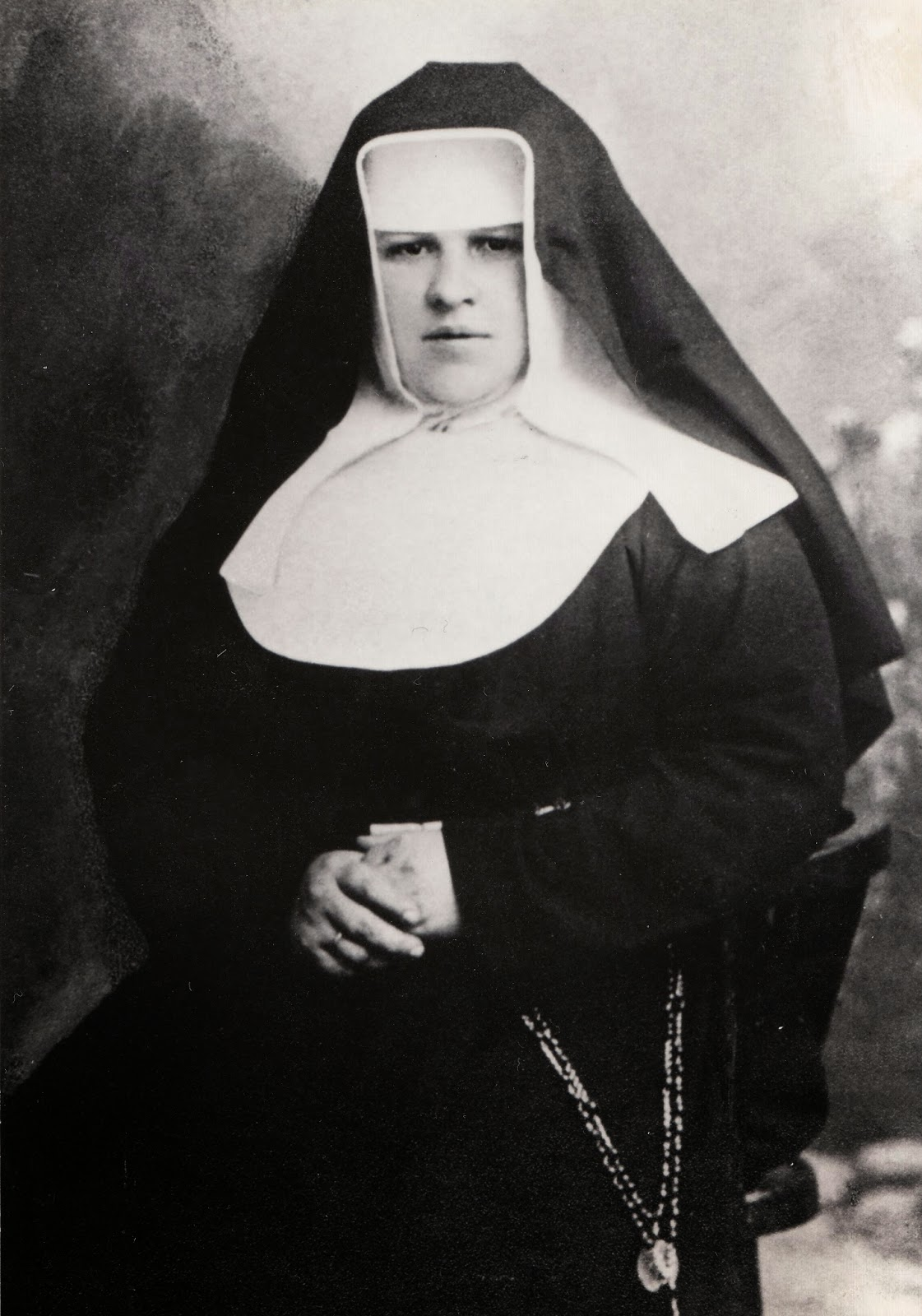
Bl. Marie Restituta Kafková, zavražděná nacisty

### Světice
- sv. Restituta ze Sory († 275), mučednice
- sv. Restituta Africká (též nazývaná z Tenizy či z Bizerty, † 304), mučednice
- bl. Marie Restituta Kafková (1894-1943), mučednice

### Ostatní
- Restituta Joseph – tanzanská běžkyně na dlouhé vzdálenosti